# Colpo di Stato giapponese in Indocina
Il colpo di Stato giapponese in Indocina fu messo in atto il 9 marzo 1945, in piena seconda guerra mondiale. Il possedimento coloniale dell'Indocina francese, rimasto isolato dalla madrepatria a seguito dell'invasione tedesca della Francia, era caduto nel settembre 1940 sotto il controllo dell'Impero giapponese: le forze nipponiche estorsero il permesso di insediare truppe nella regione e occupare alcune strategiche basi militari, ma le autorità coloniali francesi, le quali avevano proclamato la fedeltà al governo di Vichy solidale con le Potenze dell'Asse, rimasero in carica per l'amministrazione corrente del possedimento. Questo co-dominio in Indocina si protrasse per alcuni anni, ma alla fine del 1944, con la liberazione della Francia a opera degli Alleati e il collasso del governo di Vichy, i giapponesi iniziarono a guardare con sospetto alla fedeltà delle autorità francesi e prepararono quindi un loro rovesciamento.
Nel marzo 1945 i giapponesi sferrarono quindi un attacco a sorpresa contro le sparpagliate e indebolite guarnigioni di truppe francesi in Indocina: nonostante una certa resistenza, le deboli unità francesi furono rapidamente sconfitte e disperse; alcune colonne in ritirata riuscirono a fuggire a nord oltre il confine con la Cina, ma migliaia di soldati francesi e indocinesi furono presi prigionieri o giustiziati dopo la cattura. I giapponesi destituirono l'amministrazione coloniale francese e, con l'appoggio di alcuni leader nazionalisti locali, insediarono al suo posto una serie di governi fantoccio a loro asserviti come l'Impero del Vietnam, il Regno di Cambogia e il Regno del Laos.

## Antefatti

Carta dell'Indocina francese nel 1940, con indicate le sue suddivisioni interne

Stabilita nel 1887, l'Indocina francese era una federazione di possedimenti della Francia composta dalla colonia della Cocincina e dai protettorati del Tonchino, dell'Annam, del Laos e della Cambogia. Nel corso della seconda guerra mondiale, dopo che nel giugno 1940 la Francia era caduta sotto i colpi dell'offensiva tedesca, l'amministrazione coloniale dell'Indocina era rimasta fedele al Governo di Vichy nel frattempo insediatosi in patria; l'Impero giapponese aveva rapidamente deciso di sfruttare la situazione per estendere la sua area di influenza nel Sud-est asiatico, e nel luglio 1940 il governatore generale dell'Indocina, l'ammiraglio Jean Decoux, fu costretto a intavolare trattative con i giapponesi circa la cessione di basi militari nella regione. Alla fine di settembre 1940, dopo alcuni brevi scontri di frontiera, i giapponesi estorsero infine ai francesi la cessione di alcune basi aeree nel Tonchino e il permesso di stazionare truppe nella regione; nel luglio del 1941 l'accordo fu ulteriormente ritoccato a favore dei giapponesi, consentendo loro l'uso degli aeroporti e delle basi navali anche nella parte meridionale dell'Indocina oltre ad alcune concessioni economiche. L'amministrazione coloniale francese rimase ufficialmente al potere in Indocina, ma fu di fatto ridotta al ruolo di regime fantoccio dei giapponesi.
Per la fine del 1944 l'andamento della guerra del Pacifico si era ormai chiaramente ritorto contro il Giappone, e le vittoriose offensive degli Alleati sul fronte della Birmania e nelle Filippine sembravano far presagire un'imminente trasformazione della stessa Indocina in un teatro di operazioni. A questo punto del conflitto i giapponesi nutrivano più di un sospetto nei confronti dei francesi: nell'agosto 1944 le truppe alleate avevano liberato Parigi dall'occupazione tedesca, il che sollevava ulteriori dubbi su dove risiedesse la lealtà dell'amministrazione coloniale di Saigon. Con la liberazione della Francia il regime di Vichy si era virtualmente dissolto, ma la sua amministrazione coloniale in Indocina era ancora ufficialmente al potere; tuttavia, l'ammiraglio Decoux aveva provveduto ad avviare immediati contatti segreti con il Governo provvisorio della Repubblica francese di Charles de Gaulle, insediatosi a Parigi dopo la liberazione: Decoux ricevette un'accoglienza fredda da de Gaulle e fu privato dei suoi poteri di governatore generale, ma gli fu ordinato di mantenere il suo posto al fine di ingannare i giapponesi su quale fosse la reale situazione nella colonia. Il generale Eugène Mordant, comandante delle forze armate francesi in Indocina, fu segretamente designato da de Gaulle come nuovo governatore generale del possedimento, e ricevette l'ordine di avviare attività di resistenza nei confronti delle truppe giapponesi occupanti; le attività di Mordant si rivelarono però prive di cautela, e i servizi d'informazione della potente polizia militare giapponese (Kempeitai) scoprirono ben presto il complotto ordito dai francesi.

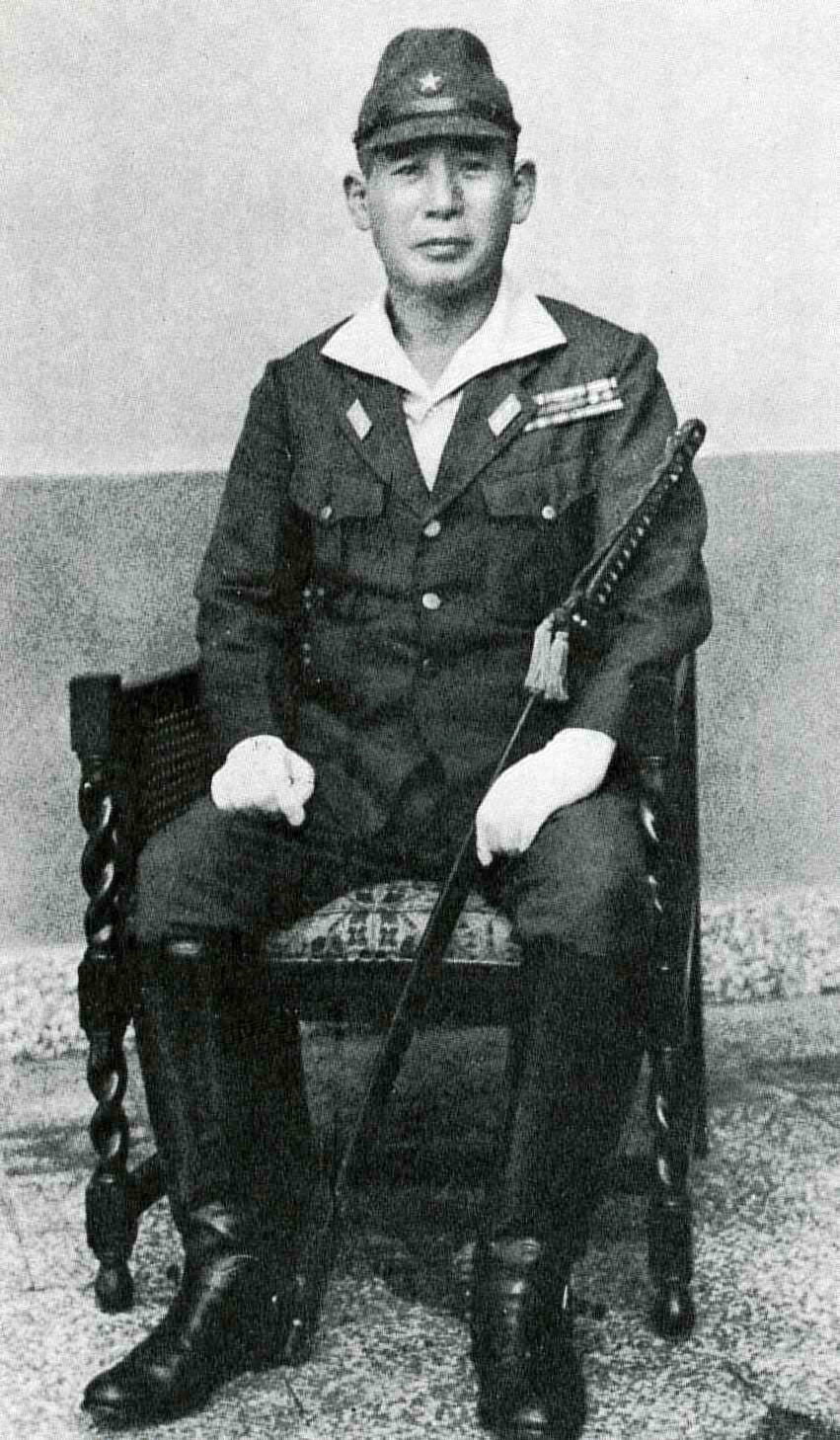
Il generale Tsuchihashi, comandante delle forze giapponesi in Indocina e principale ispiratore del colpo di Stato

Nel tardo 1944 i servizi di intelligence britannici iniziarono a paracadutare in Indocina diversi operativi francesi dell'unità Force 136, incaricata di organizzare la resistenza clandestina nei territori asiatici occupati dal Giappone; con l'appoggio delle autorità locali, questi operativi iniziarono a raccogliere informazioni d'interesse per i comandi militari alleati, in particolare circa i movimenti navali giapponesi al largo delle coste dell'Indocina. Tra il 10 e il 20 gennaio 1945 le forze navali della United States Navy organizzarono un'imponente incursione aeronavale nel bacino del Mar Cinese Meridionale (operazione Gratitude), colpendo duramente i convogli mercantili giapponesi nella zona e bombardando porti e basi aeree lungo la costa dell'Indocina. L'incursione fu occasione di nuovi attriti tra francesi e giapponesi: sei piloti statunitensi abbattuti sopra Saigon furono presi in consegna dalle autorità francesi e rinchiusi nella prigione cittadina; i giapponesi pretesero che i prigionieri fossero loro consegnati ma i francesi opposero un netto rifiuto e, quando le truppe nipponiche si prepararono ad assaltare la prigione, i piloti furono liberati di nascosto e trasportati in incognito al confine con la Cina libera. Il comandante delle forze giapponesi in Indocina, generale Yuitsu Tsuchihashi, prese l'episodio come un chiaro segnale del fatto che non ci si poteva più fidare dell'autorità di Decoux per controllare i suoi subordinati e chiese ordini in merito a Tokyo; l'alto comando giapponese era riluttante ad aprire un altro fronte di guerra in una situazione bellica già così difficile, ma diede comunque ordine a Tsuchihashi di offrire a Decoux un ultimatum e, se questo fosse stato respinto, a sua discrezione sarebbe stato autorizzato ad attuare un colpo di Stato contro l'amministrazione francese. Con questo colpo di Stato i giapponesi pianificarono di rovesciare l'amministrazione coloniale e internare o distruggere le forze armate francesi in Indocina; diversi governi fantoccio amichevoli sarebbero quindi stati istituiti nella regione al fine di ottenere il sostegno delle popolazioni indigene.

## Forze in campo
All'inizio del 1945 la guarnigione francese dell'Indocina disponeva ancora di una superiorità numerica sulle unità giapponesi stanziate nella colonia, annoverando circa 65 000 effettivi: di questi, 48 500 erano truppe locali dei Tirailleurs indochinois, composte da militari indocinesi inquadrati da ufficiali francesi, mentre i restanti appartenevano alle unità di regolari francesi delle Troupes coloniales e a tre battaglioni della Legione straniera; una forza separata di gendarmeria (la Gardes indochinois) forniva altri 27 000 uomini dotati di addestramento militare. Sin dalla capitolazione della Francia nel giugno 1940, tuttavia, nessun rimpiazzo o rifornimento era giunto alle forze francesi in Indocina dalla madrepatria, il che aveva fatto scadere notevolmente le capacità belliche della guarnigione: nel marzo 1945 solo circa 30 000 soldati francesi potevano essere considerati come truppe pronte al combattimento, mentre il resto degli effettivi poteva al più essere impiegato in ruoli di difesa statica o di supporto.
All'inizio del 1945, il comando del generale Tsuchihashi in Indocina, designato come 38ª Armata, era ancora una forza relativamente sotto organico, annoverando circa 30 000 effettivi in armi; a questi si aggiunsero però consistenti rinforzi giapponesi tratti dalle unità stanziate nelle vicine Birmania, Thailandia e Cina, pari a circa 25 000 uomini, i quali mossero in Indocina nei mesi seguenti l'avvio del colpo di Stato.

## Il colpo di Stato

### L'avvio

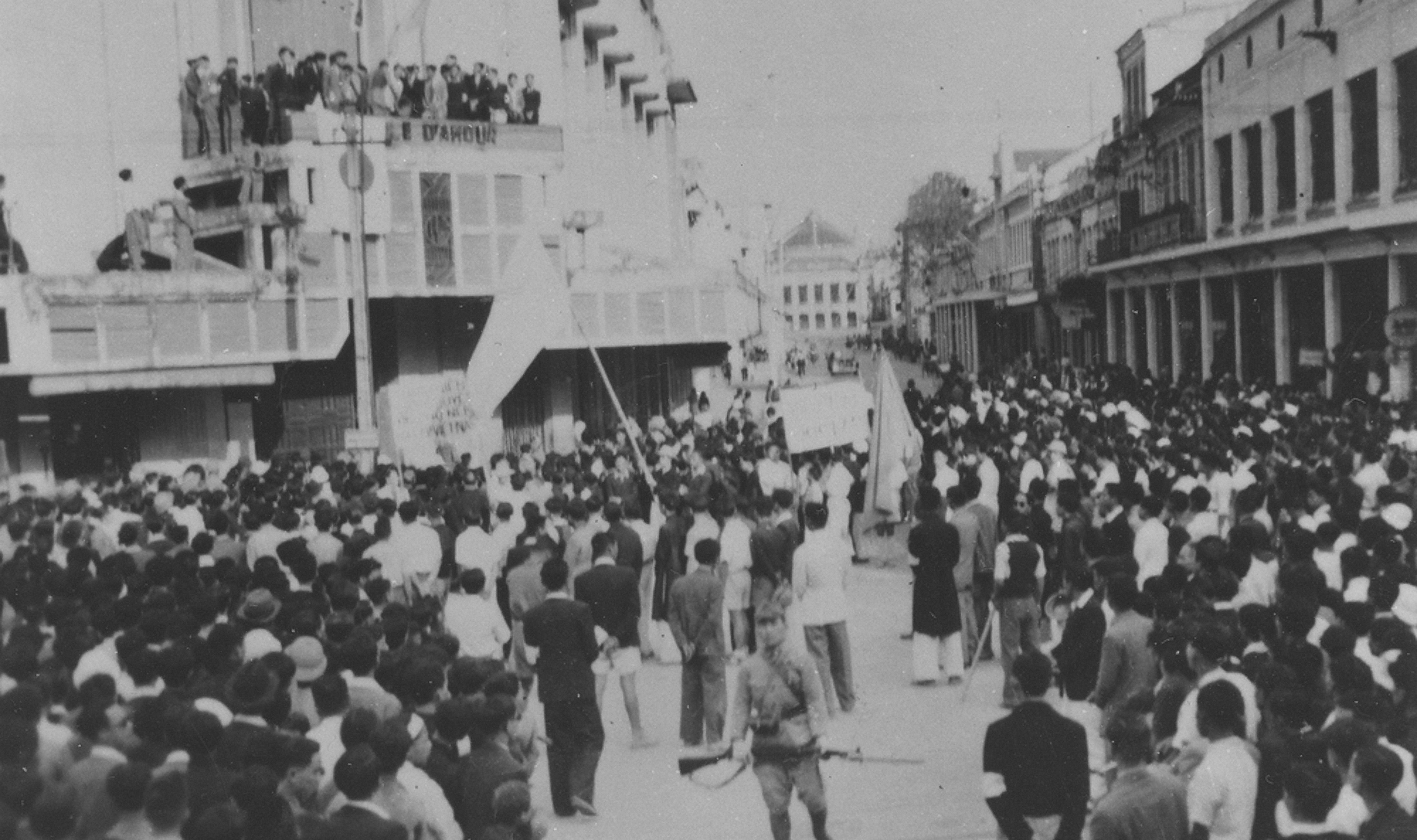
Nazionalisti vietnamiti si radunano in piazza ad Hanoi dopo l'annuncio del colpo di Stato da parte dei giapponesi

All'inizio di marzo 1945 le truppe giapponesi iniziarono a rischierarsi andando a concentrarsi attorno alle principali città di guarnigione francesi in lungo e il largo per l'Indocina; questo movimento di truppe attirò l'attenzione degli ufficiali francesi, e diverse guarnigioni furono poste in stato d'allerta. L'inviato giapponese presso l'amministrazione indocinese, l'ambasciatore Shunichi Matsumoto, comunicò all'ammiraglio Decoux che, essendo ormai prossimo uno sbarco delle truppe degli Alleati in Indocina, il quartier generale di Tokyo desiderava stendere al più presto piani per una "difesa comune" della regione; Decoux resistette a questa proposta affermando che un simile piano congiunto sarebbe stato un catalizzatore per un'invasione alleata, ma suggerì che il controllo giapponese sarebbe stato accettato quando gli Alleati avessero effettivamente invaso la colonia. Questo non era abbastanza per i giapponesi, e il generale Tsuchihashi accusò Decoux di stare solo prendendo tempo
Il 9 marzo, dopo un ulteriore stallo nei colloqui con Decoux, Tsuchihashi emise un formale ultimatum chiedendo il disarmo completo delle truppe francesi in Indocina; Decoux inviò un messaggio a Matsumoto chiedendo l'avvio immediato di altri negoziati, ma il messaggio non fu consegnato in tempo e Tsuchihashi, ritenendo che la mancata risposta all'ultimatum equivalesse a un suo rigetto da parte dei francesi, ordinò immediatamente l'inizio del colpo di stato. Quello stesso pomeriggio le truppe giapponesi iniziarono a muovere sui presidi francesi dislocati nei principali centri urbani dell'Indocina; in vari casi le truppe francesi si opposero al disarmo imposto dai giapponesi, il che diede luogo a diversi scontri armati a Saigon, Hanoi, Haiphong, Nha Trang e lungo il confine settentrionale con la Cina. I giapponesi formularono richieste al governo dell'alleata Thailandia perché sigillasse il confine con l'Indocina e arrestasse tutti i residenti francesi e indocinesi presenti nel suo territorio; invece, il governo thailandese iniziò a negoziare con i giapponesi sul corso d'azione da attuare, e alla fine di marzo non aveva ancora pienamente soddisfatto le richieste dei nipponici. Dōmei Tsushin, l'agenzia di stampa ufficiale dell'Impero giapponese, annunciò che in Tonchino organizzazioni indipendentiste favorevoli ai giapponesi avevano formato una federazione per promuovere la causa di una Indocina indipendente e alleata del Giappone.

### Gli scontri armati

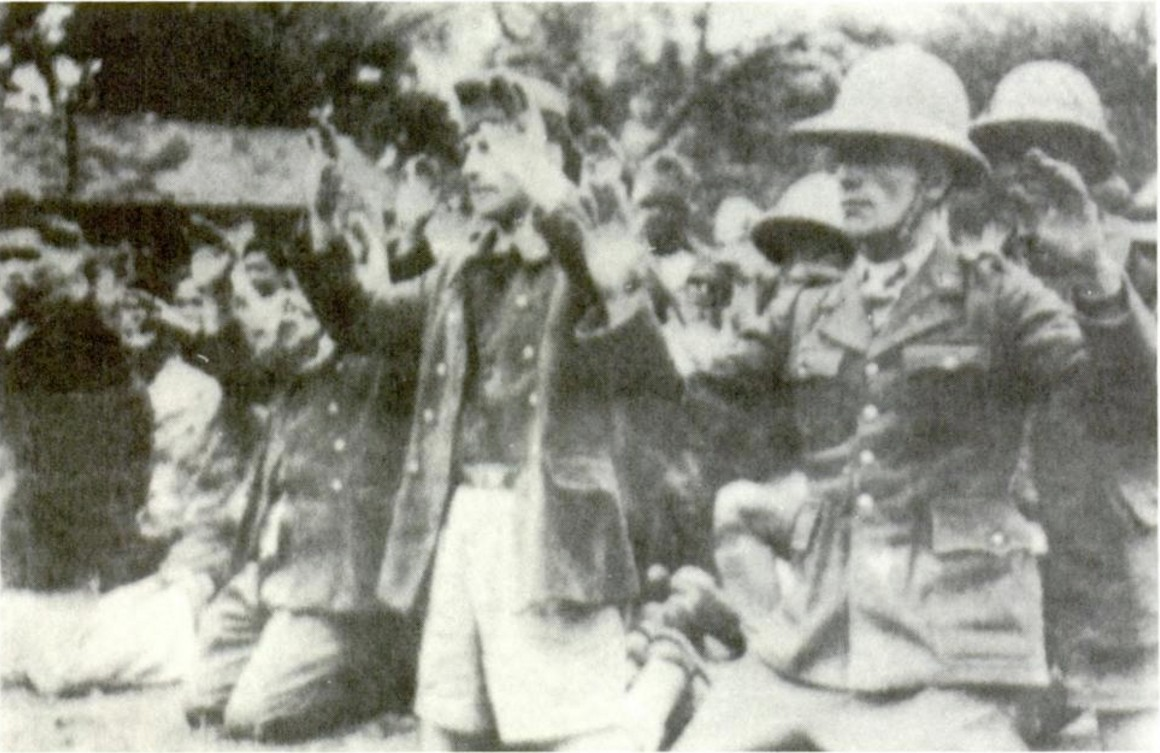
Soldati francesi si arrendono ai giapponesi ad Hanoi nel marzo 1945

L'11eme Régiment d'infanterie coloniale francese, acquartierato alle caserme "Martin de Pallieres" di Saigon, fu circondato e disarmato dopo che il suo ufficiale comandante, il tenente colonnello Moreau, era stato arrestato dalle truppe giapponesi. A Huế nell'Annam si verificarono scontri sporadici: le unità della Garde indochinoise che proteggevano la residenza del locale governatore francese combatterono per 19 ore contro le truppe giapponesi, prima che la loro caserma venisse sopraffatta e distrutta. Trecento uomini, di cui un terzo francesi, riuscirono a eludere l'accerchiamento dei giapponesi e a lasciare Huế rifugiandosi nella vicina valle di A Sầu; tuttavia, nel corso dei successivi tre giorni, molti di loro cedettero alla fame e alle malattie o furono vittima di tradimenti, e solo una manciata di uomini riuscì a farsi strada fino nel Laos. Nel mentre, nel Tonchino il generale Mordant riuscì a organizzare la difesa di Hanoi contendendo per diverse ore la città ai giapponesi, prima di essere costretto infine a capitolare.
Una colonna di 600 giapponesi diretta a occupare Quảng Ngãi subì invece una pesante disfatta per mano di una forza di nazionalisti vietnamiti armata in segreto dagli Alleati. I giapponesi erano stati indotti a credere che questi uomini avrebbero prontamente disertato, ma i vietnamiti erano stati riforniti dall'Office of Strategic Services statunitense di un quantitativo di armi automatiche paracadutate in segreto a Kon Tum, e tesero un'imboscata ai giapponesi: subendo solo tre morti e sette feriti, i vietnamiti inflissero 143 morti e 205 feriti ai giapponesi obbligandoli a ritirarsi. Il giorno seguente una forza giapponese molto più numerosa mosse su Quảng Ngãi, ma solo per trovare la locale caserma sgombrata dai suoi precedenti occupanti.
Nell'Annam e nella Cocincina i francesi furono in grado di organizzare solo una limitata resistenza e le guarnigioni locali, spesso presidi di ridotte dimensioni, furono costrette ad arrendersi. Nelle regioni settentrionali i francesi potevano godere di maggior simpatia presso le popolazioni indigene della zona, e diverse centinaia di laotiani si presentarono volontariamente per combattere contro i giapponesi; gli ufficiali francesi riuscirono a organizzare alcuni distaccamenti di guerriglieri, ma molti dei volontari dovettero essere rimandati a casa perché non c'erano armi con cui equipaggiarli.
Ad Haiphong i giapponesi mossero all'attacco della caserma "Bouet", sede del quartier generale della 1er Brigade du Tonkin del colonnello Henry Lapierre: impiegando il fuoco di mortai pesanti e mitragliatrici i giapponesi iniziarono ad espugnare uno dopo l'altro gli edifici della caserma, e Lapierre si arrese dopo aver provveduto a distruggere i codici di comunicazione cifrati; il colonnello si rifiutò di comunicare l'ordine di resa alle restanti guarnigioni del Tonchino, obbligando i giapponesi a muovere in armi contro di loro.
Nel Laos, i giapponesi si impossessarono dei centri urbani più grandi come Vientiane, Thakhek e Luang Prabang senza incontrare molta resistenza. In Cambogia i giapponesi schierarono 8 000 uomini per occupare la capitale Phnom Penh e le città principali, incontrando poca resistenza; le truppe francesi schierate nella regione furono disarmate e, in alcuni casi, fatte oggetto di esecuzioni sommarie.

### La battaglia di Lạng Sơn

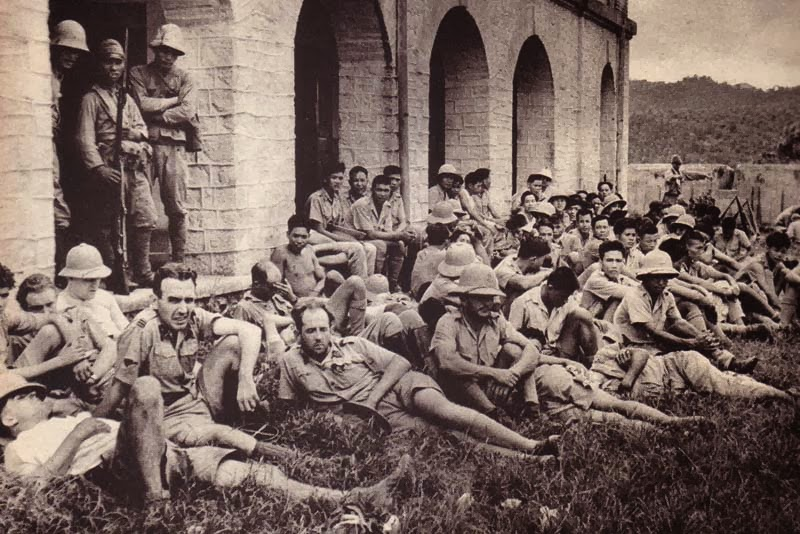
Prigionieri francesi catturati al termine della battaglia di Lạng Sơn

Gli scontri più pesanti si verificarono lungo la frontiera settentrionale dell'Indocina. Una delle località chiave per assicurarsi il controllo del confine tra Cina e Tonchino era la cittadina di Lạng Sơn, e i giapponesi ammassarono la loro 22ª Divisione fanteria per prendere il centro. Le difese di Lạng Sơn consistevano in una serie di postazioni fortificate, originariamente costruite dai francesi per difendersi da un'eventuale invasione dei cinesi; il bastione principale era rappresentato dal Fort Brière de l'Isle, al cui interno stazionavano circa 4 000 uomini, in maggioranza fucilieri tonchinesi rinforzati da unità della Legione straniera. Dopo aver interrotto tutte le comunicazioni da e per Lạng Sơn, i giapponesi invitarono per un banchetto al loro quartier generale il generale Émile Lemonnier, comandante francese della regione di confine; Lemonnier declinò l'invito ma lasciò che diversi dei suoi ufficiali di stato maggiore andassero al banchetto in sua vece: questi furono prontamente fatti prigionieri, e subito dopo i giapponesi sferrarono un attacco in grande stile contro Lạng Sơn impiegando anche dei carri armati. Le fortificazioni più piccole poste nei dintorni della città, benché completamente isolate, opposero una durissima resistenza e i giapponesi furono respinti con gravi perdite. L'attacco fu rinnovato il giorno dopo, e questa volta diverse posizioni furono espugnate; la fortezza principale di Fort Brière de l'Isle fu quindi assaltata e costretta a capitolare dopo una dura lotta.
Lemonnier fu fatto prigioniero, e un generale giapponese gli intimò di firmare un documento di resa di tutte le forze francesi poste sotto il suo comando; Lemonnier si rifiutò, e i giapponesi quindi lo trascinarono fuori dal forte obbligandolo poi a scavarsi una fossa. Dopo aver respinto una nuova intimazione a firmare l'ordine di resa, Lemonnier finì decapitato dai suoi catturatori; i giapponesi quindi aprirono il fuoco con le mitragliatrici sui prigionieri francesi, passando poi a decapitare o finire a colpi di baionetta i feriti.
Gli scontri attorno a Lạng Sơn causarono pesanti perdite ai francesi, e le loro forze di difesa di frontiera finirono a tutti gli effetti distrutte nella battaglia: le perdite tra i soldati di origine europea ammontarono a 544 morti, di cui 387 passati per le armi dopo la cattura, a cui si aggiunsero 1 832 soldati tonchinesi uccisi (103 giustiziati dopo la cattura) e altri 1 000 presi prigionieri. Il dramma per questi ultimi non era terminato: il 12 marzo aerei statunitensi, levatisi in volo nel tentativo di supportare le unità francesi a terra, scambiarono una colonna di prigionieri tonchinesi per truppe giapponesi, finendo con il bombardarla e mitragliarla: tra i 400 e i 600 prigionieri rimasero uccisi o feriti.
Per il 12 marzo l'avanzata dei giapponesi si era spinta più a nord fino alla cittadina di Đồng Đăng, dove erano acquartierate una compagnia dei Tirailleurs indochinoise e una batteria di artiglieria coloniale. I giapponesi sferrarono un attacco frontale alla posizione, ma i francesi resistettero per tre giorni respingendo ogni assalto; i giapponesi dovettero far affluire due reggimenti di rinforzo da Lạng Sơn, e solo allora la postazione venne espugnata. Cinquantatré sopravvissuti della guarnigione furono decapitati o uccisi a colpi di baionette dopo la cattura.

### La fuga in Cina
Nella zona nord-occidentale del Tonchino le unità francesi del generale Gabriel Sabattier furono risparmiate dall'attacco iniziale dei giapponesi, ed ebbero quindi un po' di tempo per lasciare i loro acquartieramenti attorno ad Hanoi per ripiegare verso nord alla volta del confine con le zone della Cina libere dall'occupazione nipponica; la colonna di truppe fu tuttavia ben presto fatta oggetto di bombardamenti aerei e d'artiglieria da parte dei giapponesi, e dovette abbandonare tutti gli equipaggiamenti pesanti al momento di passare il corso del Fiume Rosso. Sabattier scoprì quindi che i giapponesi si erano già impossessati e avevano bloccato i più importanti passaggi di confine nel nord-ovest a Lào Cai e Hà Giang, e il generale perse inoltre i contatti con la brigata comandata dal maggior generale Marcel Alessandri, forte di 5 700 soldati tra francesi, indocinesi e legionari stranieri.
Gli Stati Uniti e la Cina erano riluttanti a intervenire in forze per sostenere l'autorità dei francesi in Indocina, visto che in generale non guardavano con favore al colonialismo europeo, e inoltre non avevano che poche simpatie per i fedelissimi del regime di Vichy che in passato avevano formalmente collaborato con i giapponesi; gli stati maggiori statunitense e cinese ordinarono alle loro forze di non prestare assistenza ai francesi, ma il generale statunitense Claire Chennault, comandante delle forze aeree statunitensi dislocate in Cina, disobbedì agli ordini e fece svolgere missioni di attacco in supporto ai francesi da parte dei cacciabombardieri del 51st Fighter Group, mentre i velivoli da trasporto del 27th Troop Carrier Squadron paracadutarono rifornimenti medici sulla colonna di Sabattier. Tra il 12 e il 28 marzo 1945 i velivoli statunitensi svolsero trentaquattro missioni di bombardamento, mitragliamento e ricognizione nel nord dell'Indocina, ma ciò ebbe solo in limitato effetto nel rallentare l'avanzata dei giapponesi.
Alla metà di aprile il maggior generale Alessandri, ormai consapevole di essere rimasto del tutto isolato, divise le sue forze in due: una combinazione di malattie, carenza di viveri e basso morale obbligò l'ufficiale, pur con riluttanza, a ordinare il disarmo e lo sbandamento dei reparti reclutati localmente, lasciandoli al loro destino in una misura che fece infuriare sia i francesi che gli indocinesi. Molti dei tirailleurs si trovavano a chilometri di distanza dalle loro regioni natali, e in parecchi vennero catturati dai giapponesi mentre cercavano di attraversare il paese per tornare a casa; molti altri approfittarono dell'occasione per unirsi ai reparti armati del movimento indipendentista del Viet Minh. Le restanti unità francesi e della Legione straniera dovettero progressivamente abbandonare le loro armi pesanti e i veicoli a motore lungo il cammino, oltre a lasciarsi dietro senza distruggerle parecchie tonnellate di munizioni; molti uomini caddero ben presto vittima di malattie o finirono dispersi mentre la colonna procedeva con fatica verso Sơn La e Dien Bien Phu, affrontando strada facendo varie azioni di retroguardia contro i reparti giapponesi avanzanti.
De Gaulle era stato informato del disastro a cui stavano andando incontro le forze francesi in Indocina, e ordinò via radio a Sabattier di mantenere a qualunque costo una posizione nella regione onde salvaguardare il prestigio e i diritti della Francia sul possedimento. Per il 6 maggio, tuttavia, quanto restava delle forze francesi nel Tonchino era ormai stato costretto ad attraversare il confine e rifugiarsi in Cina, dove fu disarmato e internato dai cinesi in condizioni di detenzione piuttosto dure. Tra il 9 marzo e il 2 maggio la Divisione del Tonchino francese aveva subito un totale di 774 caduti e 283 feriti in azione oltre a 303 soldati dispersi o presi prigionieri; a questi si aggiungevano poi parecchi militari uccisi o resi invalidi dalle malattie.

## Conseguenze

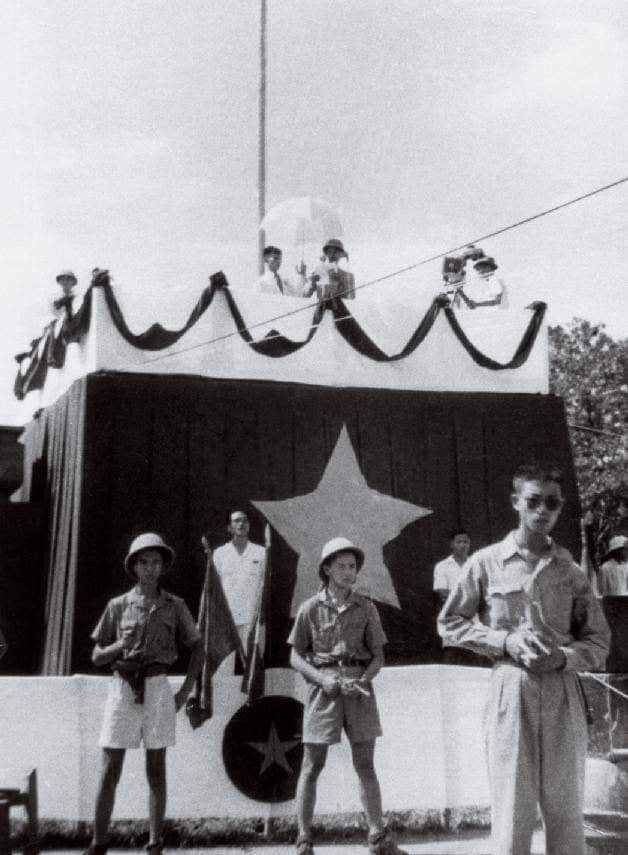
Ho Chi Minh proclama da un palco l'indipendenza della Repubblica democratica del Vietnam il 2 settembre 1945

Per il 15 maggio 1945 i giapponesi avevano completato l'eliminazione delle guarnigioni francesi in Indocina e il generale Tsuchihashi poté iniziare il trasferimento delle truppe nipponiche su altri teatri. Le perdite tra i francesi furono pesanti: circa 15 000 soldati furono presi prigionieri dai giapponesi, e altri 4 200 militari (per metà francesi e per metà indocinesi) furono giustiziati dopo essersi arresi. Praticamente tutti gli esponenti dell'amministrazione civile e militare francese in Indocina, come pure buona parte dei proprietari terrieri, furono messi in detenzione dai giapponesi, tra cui l'ammiraglio Decoux; i francesi furono confinati agli arresti domiciliari in specifici distretti delle grandi città oppure inviati in campi di prigionia, ma coloro i quali furono sospettati di appoggiare la resistenza armata agli occupanti furono sottoposti a interrogatori brutali e torture nelle prigioni controllate dalla Kempeitai giapponese. I corpi locali di Tirailleurs e Gardes indochinoise, che formavano il grosso delle forze militari e di polizia del possedimento, furono sciolti: alcuni dei loro ex effettivi si unirono alle milizie locali reclutate dai giapponesi, oppure ai ranghi delle forze guerrigliere nazionaliste; molti degli ex militari si dispersero per il paese rientrando alle loro regioni d'origine, anche se più di 3 000 indocinesi fuggirono in Cina al seguito delle colonne francesi in ritirata.
Già durante lo svolgimento dell'operazione, i giapponesi avevano sollecitato i capi locali tradizionali a cogliere l'occasione per proclamare l'indipendenza delle regioni da loro dirette: questo portò quindi all'instaurazione di una serie di Stati fantoccio asserviti al Giappone come l'Impero del Vietnam, il Regno di Cambogia e il Regno di Luang Prabang in Laos. In Vietnam Bảo Đại, imperatore già sotto i francesi ma con funzioni meramente rappresentative, divenne il sovrano fantoccio di un governo collaborazionista dei giapponesi diretto dal nazionalista Trần Trọng Kim. Il sovrano fantoccio della Cambogia, il re Norodom Sihanouk, si adeguò agli ordini dei nuovi occupanti, ma i giapponesi non si fidavano del monarca, considerato troppo francofilo; il governo collaborazionista cambogiano fu affidato nelle mani di Son Ngoc Thanh, un nazionalista precedentemente esiliato in Giappone, il quale fu nominato prima ministro degli esteri e poi, in agosto, primo ministro. In Laos invece il re Sisavang Vong di Luang Phrabang preferiva il controllo francese a quello dei giapponesi e si rifiutò di proclamare la fine del protettorato e l'indipendenza della regione; il monarca cedette solo l'8 aprile dopo pressioni in tal senso da parte del suo primo ministro, il principe Phetsarath Rattanavongsa.

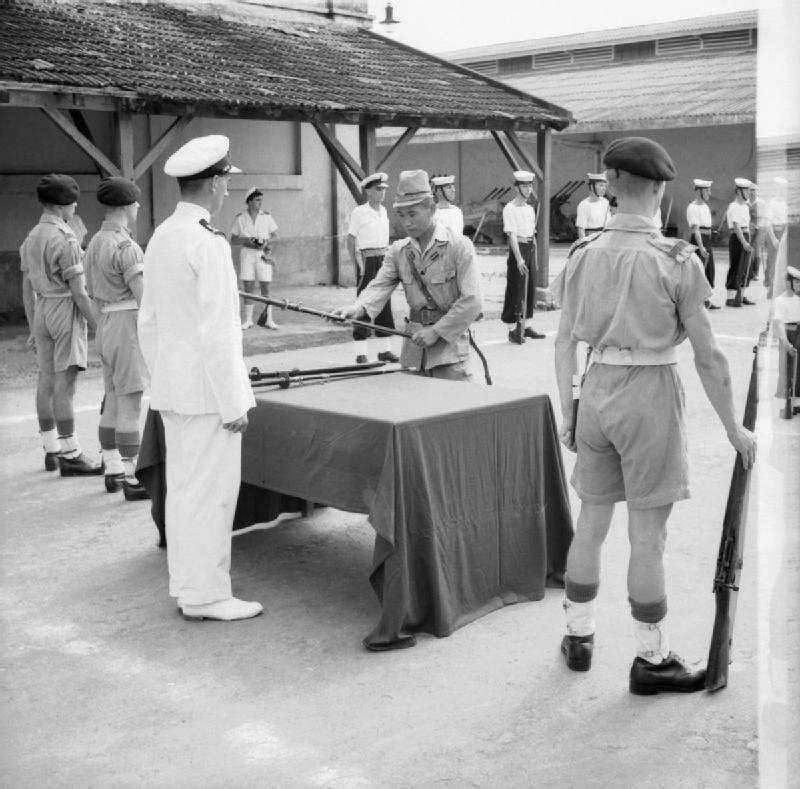
Un ufficiale giapponese si arrende alle truppe britanniche sbarcate a Saigon

Ciò che restava delle forze francesi sfuggite ai giapponesi tentò di unirsi ai gruppi di resistenza in Laos, dove avevano più libertà d'azione: i giapponesi avevano meno controllo su questa parte del territorio e, in combinazione con i gruppi di guerriglia laotiani, i francesi riuscirono a prendere il controllo di diverse aree rurali. Altrove la resistenza francese agli occupanti stentò a materializzarsi, in particolare perché i vietnamiti si rifiutarono per la maggior parte di aiutare gli ex dominatori coloniali: nel Tonchino, fu piuttosto il Viet Minh di Ho Chi Minh a iniziare una propria campagna di guerriglia contro i giapponesi, ricevendo anche aiuti dall'Office of Strategic Services statunitense il quale fornì armi, addestramento, fondi e rifornimenti ai vietnamiti. Il Viet Minh fu favorito dal vasto risentimento popolare nei confronti dei francesi e dei giapponesi dato dall'imperversare nella regione della carestia vietnamita del 1945, che causò migliaia di vittime. Le azioni armate intraprese dal Viet Minh contro i giapponesi furono comunque limitate a pochi attacchi contro avamposti, azioni spesso di poco successo visto che gli indipendentisti mancavano ancora di una considerevole forza militare; con le guarnigioni giapponesi concentrate principalmente nei centri urbani più importanti il Viet Minh poté tuttavia stabilire basi sicure nelle zone rurali, dove iniziò a saccheggiare i depositi di riso e a convincere la popolazione locale a non pagare le tasse.
Il momento del Viet Minh arrivò dopo l'annuncio dell'avvenuta resa del Giappone agli Alleati il 15 agosto 1945: le unità giapponesi in Vietnam rimisero il potere nelle mani dell'amministrazione collaborazionista di Bảo Đại, ma Ho Chi Minh era pronto ad approfittare dell'improvviso vuoto di potere e, nel corso della cosiddetta "rivoluzione di agosto", il Viet Minh si assicurò il controllo di molti importanti edifici governativi del paese, forzando infine l'imperatore Bảo Đại ad abdicare il 25 agosto e lasciare il potere ad Ho, che il 2 settembre proclamò l'istituzione della Repubblica democratica del Vietnam. I francesi non erano tuttavia disposti a rinunciare al loro possedimento: l'11 settembre 1945 truppe britanniche e indiane arrivarono a Saigon per provvedere al disarmo delle unità giapponesi nella zona (operazione Masterdom); al tempo stesso, un contingente di truppe cinesi muoveva nel Tonchino per disarmare i locali presidi nipponici. Dopo la resa del Giappone tutti i prigionieri francesi erano stati radunati in campi di detenzione alla periferia di Saigon e Hanoi, e le sentinelle giapponesi li lasciarono liberi a partire dal 18 settembre; per il 22 settembre i britannici avevano provveduto a radunare i francesi a Saigon e iniziato ad armarli per estendere la loro zona di controllo, il che diede subito luogo a scaramucce e scontri con i reparti del Viet Minh. L'arrivo a Saigon alcune settimane dopo dei primi contingenti del Corps Expéditionnaire Français en Extrême-Orient gettò poi le basi per lo scoppio della successiva guerra d'Indocina